# Белиці (Суленцинський повіт)
Белиці (пол. Bielice) — село в Польщі, у гміні Тожим Суленцинського повіту Любуського воєводства.
Населення — 184 особи (2011).
У 1975-1998 роках село належало до Зеленогурського воєводства.

## Демографія
Демографічна структура станом на 31 березня 2011 року:
|          | Загалом | Допрацездатний вік | Працездатний вік | Постпрацездатний вік |
| -------- | ------- | ------------------ | ---------------- | -------------------- |
| Чоловіки | 96      | 24                 | 66               | 6                    |
| Жінки    | 88      | 26                 | 48               | 14                   |
| Разом    | 184     | 50                 | 114              | 20                   |